# Peter Krogholm
Peter Krogholm (født 1976) er en dansk journalist og forfatter.
Han debuterede som forfatter i 2014 med udgivelsen Det gør kun ondt en gang. Bedst kendt er han dog nok for hans trilogi af Hitman-serien, hvor den første del udkom i 2018. For denne udgivelse vandt Peter Krogholm Orla-prisen samme år i kategorien "Den mest spændende bog, jeg har læst".

## Udgivelser
- Det gør kun ondt en gang (2014) [3]
- Hitman I (2018)
- Hitman II (2018)
- Hitman III (2019)
- Celle 44 (2020)
- Afpresning (2020)
- Kniv (2022)
- Celle 44 - opgøret (2022)
- Det sker hver dag (2022)
- Jeg falder (2022)